# David Walliams
David Edward Walliams (London, 1971. augusztus 20. –) angol komikus, színész, író és televíziós műsorvezető. Főként a Matt Lucas-szal közösen készített Little Britain (Angolkák) című televíziós sorozatból ismert, de zsűriként részt vett a Britain's Got Talent-ben, és az utóbbi években gyerekkönyveket ír.

## Élete
A londoni születésű David Walliams a National Youth Theatre tagja volt, ott találkozott Matt Lucas-szal, akivel később a Little Britain komédiasorozatot készítették. A University of Bristolon tanult drámát, egy évfolyammal Simon Pegg alatt. Nevét David Williamsről Walliamsre változtatta. Bipoláris zavart diagnosztizáltak nála, idegösszeomlásai és kilenc hónapig húzódó álmatlansága után fordult orvoshoz a betegségével. Felesége a holland modell, Lara Stone, akivel 2013 májusában született meg első közös gyerekük. Gyakori résztvevője a jótékonysági rendezvényeknek.

## Könyvei
- The Boy in the Dress (HarperCollins, 2008)
- Mr Stink (HarperCollins, 2009)
- Billionaire Boy (HarperCollins, 2010; fordításban: Milliomos fiú, Kolibri, 2013)
- Gangsta Granny (HarperCollins, 2011; fordításban: Gengszter nagyi, Kolibri, 2013)
- Ratburger (HarperCollins, 2012; fordításban: Patkányburger, Kolibri, 2014)
- Camp David (önéletrajz, Penguin, 2012)
- Demon Dentist (2013; fordításban: Démoni doki, Kolibri, 2015)
- The big espace (2017; fordításban: A nagy szökés, Libri, 2017

## Magyarul
- Gengszter nagyi; ill. Tony Ross, ford. Totth Benedek; Kolibri, Bp., 2012
- Büdöss úr; ill. Quentin Blake; ford. Totth Benedek; Kolibri, Bp., 2013
- Milliárdos fiú; ill. Tony Ross; ford. Totth Benedek; Kolibri, Bp., 2013
- Patkányburger; ill. Tony Ross; ford. Totth Benedek; Kolibri, Bp., 2014
- Köténycsel; rajz Quentin Blake; ford. Vereckei Andrea; Kolibri, Bp., 2015
- Démoni doki; ill. Tony Ross; ford. Vereckei Andrea; Kolibri, Bp., 2016
- A nagy szökés; ill. Tony Ross; ford. Vereckei Andrea; Kolibri, Bp., 2017
- Az éjféli banda; ill. Tony Ross; ford. Vereckei Andrea; Kolibri, Bp., 2018
- A világ legrosszabb gyerekei; ford. Vereckei Andrea; Kolibri, Bp., 2018
- A világ legrosszabb gyerekei 2.; ford. Vereckei Andrea; Kolibri, Bp., 2019
- Rosszfiúk; ford. Vereckei Andrea; Kolibri, Bp., 2019
- Mamut a múltból; ford. Vereckei Andrea; Kolibri, Bp., 2020

## Fordítás
- Ez a szócikk részben vagy egészben  a   David Walliams című angol Wikipédia-szócikk ezen változatának fordításán alapul.  Az eredeti cikk szerkesztőit annak laptörténete sorolja fel. Ez a jelzés csupán a megfogalmazás eredetét és a szerzői jogokat jelzi, nem szolgál a cikkben szereplő információk forrásmegjelöléseként.

## További információ
- Hivatalos oldal
- David Walliams a Facebookon
- David Walliams a PORT.hu-n (magyarul)
- David Walliams az Internetes Szinkronadatbázisban (magyarul)
- David Walliams az Internet Movie Database-ben (angolul)
- David Walliams a Rotten Tomatoeson (angolul)